# Sport-Toplumy-Stadion (Daşoguz)
Das Sport-Toplumy-Stadion ist ein Fußballstadion mit Leichtathletikanlage in der turkmenischen Stadt Daşoguz der gleichnamigen Provinz. Es ist die Heimspielstätte des Fußballclubs FK Turan Daşoguz. Es bietet 10.000 Plätze.
Am 16. Juni 2015 fand in der Spielstätte ein Qualifikationsspiel zur Fußball-WM 2018 zwischen Turkmenistan und dem Iran (1:1) statt. Das Spiel war gleichzeitig das erste Mal, dass die Nationalmannschaft in einem Stadion außerhalb der Hauptstadt Aşgabat antrat.